# ジギトニン
ジギトニン (digitonin) とは、ジギタリスの一種、Digitalis purpurea に含まれる配糖体の一種。アグリコン部位はジギトゲニンで、5個の糖ユニットと結びついている。
脂溶性部位のステロイド構造と親水性部位の糖部位をあわせ持つことから、界面活性剤として脂質を効果的に水に溶かすことができる。その特徴を生かし、生化学の研究において生体膜に関する応用がなされる。たとえば、膜タンパクの可溶化や、コレステロールの沈降、細胞膜の透過化などといった処理に用いられる。